# Artur Ramos i Horta
Artur Ramos i Horta (Reus, 7 de gener del 1887 - 1973) va ser un músic i compositor català.

## Biografia
De ben petit, la seva família es traslladà a viure a Tarragona, on estudià música amb els mestres de l'Escolania de la Catedral Maneja, Echegoyen i Roig (pare del futur músic d'anomenada Lluís Roig  i director de la capella de música Mestre Roig). Posteriorment s'establí a Barcelona, on es formà amb el mestre Pedrell. Amb només disset anys ingressà a l'orquestra del Liceu, alhora que es dedicava a la composició. Tornà a Tarragona i fundà diversos conjunts musicals: La Principal de Tarragona (1906); la cobla Harmonia (1927-1928) i, juntament amb el seu mestre Josep Gols, la Cobla Banda Principal de Tarragona. Establert a la capital del Baix Camp, Ramos hi creà les cobles Catalunya (1922) i Reus (1939), i impulsà els aplecs de sardanes a la zona del camp de Tarragona.
Com a compositor, fou autor d'un nombre de sardanes, les primeres de les quals signà el pseudònim "Josep Espinach". La guerra civil espanyola, i la posterior repressió franquista causaren que perdés més d'una cinquantena de les sardanes que havia escrit, com Blancafort, Festa de primavera, Ja cauen les fulles i Montserrat.
Per la seva tasca en pro de la dansa catalana, el casal Tarragoní i l'Institut de Música i Cor l'Àncora li dedicaren el 1969 un homenatge, que no pogué atendre pel seu ja precari estat de salut; morí el 1973.

## Sardanes
Selecció
- La Capona (1957)
- Dalt l'ermita (1951)
- Dins l'arbreda canta un rossinyol, enregistrada[10]
- L'ermita del llorito
- Les fonts de Sant Magí
- La plaça del Pallol, enregistrada[11]
- Records d'infantesa (1946)
- Refila la tenora
- El retorn d'en Pep (1946)
- Tarragona Sardanista (1969)
- El vostre Jordi